# Morón (Kuba)
 Morón  ist ein Municipio und eine Stadt in der kubanischen Provinz Ciego de Ávila. Es ist die älteste und zweitgrößte Stadt der Provinz. Morón hat 61.895 Einwohner, die Gemeinde besitzt eine Fläche von 615,5 km². Morón ist die nächstgelegene Stadt der touristischen Erholungsorte Cayo Coco und Cayo Guillermo.
Das Symbol der Stadt ist der Hahn von Morón. Am südlichen Eingang zur Stadt (Straße von Ciego de Avila) befindet sich heute eine 3 m große Bronzefigur, welche über Lautsprecher jeweils um sechs Uhr morgens und abends "kräht". Die heutige Plastik wurde 1982 geschaffen von Rita Longa. Vorher stand von 1955 bis 1960 an derselben Stelle eine Figur von Armando Alonso.

## Geographie
Das Municipio liegt nördlich von Ciego de Ávila und wird im Osten vom Municipio Bolivia und im Westen von Chambas begrenzt.
Nördlich befindet sich der Atlantische Ozean mit den vorgelagerten Inseln Cayo Coco und Cayo Guillermo. Die Küste ist überwiegend mit Sümpfen bedeckt. Das Land ist weitgehend eben mit einigen kleinen Hügeln im Norden.
Nördlich der Stadt Morón befindet sich die Laguna de la Leche mit einer Fläche von 67,2 km².
Die Carretera Norte durchquert die Stadt in West-Ost-Richtung, die Straße von Ciego de Ávila nach Cayo Coco führt nah an der Stadt vorbei.

## Geschichte
Die erste koloniale Siedlung wird auf das Jahr 1543 datiert. Damals erhielt Don Luis de Almeida vom Rat der Stadt Sancti Spíritus das Recht einen Hof (span. hato: Herde) zu gründen. Zu den kreolischen Siedlern kamen noch Seeleute aus Andalusien, Kastilien, der Extremadura, Galicien und den Kanarischen Inseln dazu. Dieser erste Ortskern soll etwas nördlicher gelegen haben als heute.
Die gesamte Region mit dem vorgelagerten Archipel war anfangs sehr isoliert und erfuhr nur eine geringe Entwicklung. Die Menschen hausten in einfachen Hütten mit Erdboden. Ackerbau und Viehzucht wurden als Subsistenzwirtschaft betrieben.
Über die weitere Besiedlung sind die Quellenangaben nicht einheitlich. Es existierte eine Einsiedelei oder Kapelle (Ermita vieja). Im ältesten erhaltenen Taufbuch von 1774 wird sie mit Nuestra Señora de la Candelaria de Morón benannt. Um 1827 wurde die gesamte Siedlung wegen ständiger Überschwemmungen durch den Fluss 'El Roble' an den Ort der heutigen Kirche verlegt.
Morón ist seit 1852 ein eigenständiger Pfarrbezirk. Die heutige katholische Kirche wurde 1863 eingeweiht. Das Gebäude wurde mehrmals militärisch genutzt. Im Zehnjährigen Krieg (ab 1868) und Unabhängigkeitskrieg (1898) waren spanische Truppen darin einquartiert. Bemerkenswert sind einige bis heute sichtbare Umbauten, z. B. Zinnen im Turm und Schießscharten.
Morón besitzt heute mehrere Gotteshäuser anderer Religionsgemeinschaften die ebenfalls architektonisch interessant sind (z. B. der Templo Metodista). Diese wurden aber erst später, nach dem Zuzug weiterer Siedler gebaut.
Ab dem 19. Jahrhundert profitierte Morón vom Bau der Verteidigungslinie (trocha von Jucaro nach Morón) und der Infrastrukturmaßnahmen für die spanischen Truppen, und später ganz besonders als Verbindungspunkt zweier wichtiger Eisenbahnstrecken für den Zuckertransport. Ab der 2. Hälfte des 19. Jahrhunderts stieg die Einwohnerzahl rasant an, und mehrere markante Gebäude stammen aus dieser Periode.
Morón wurde 1869 als villa (größere Siedlung, Marktort) heraufgestuft und wurde 1921 zur Stadt erhoben. Um 1920, zeitgleich mit dem Bau der neuen Eisenbahnlinie Norte, entstanden in der Umgebung von Morón sechs Zuckermühlen.
Auf den vorgelagerten Inseln waren Fischfang und Köhlerei die Hauptwirtschaftszweige. In den 1960ern wurde ein Fahrdamm durch die seichte Bahia de Perros nach Cayo Coco gebaut. Auf der Insel befand sich ein sowjetischer Luftwaffenstützpunkt. Nach 1990 wurde eine Reihe von Hotels auf Cayo Coco gebaut.

## Tourismus

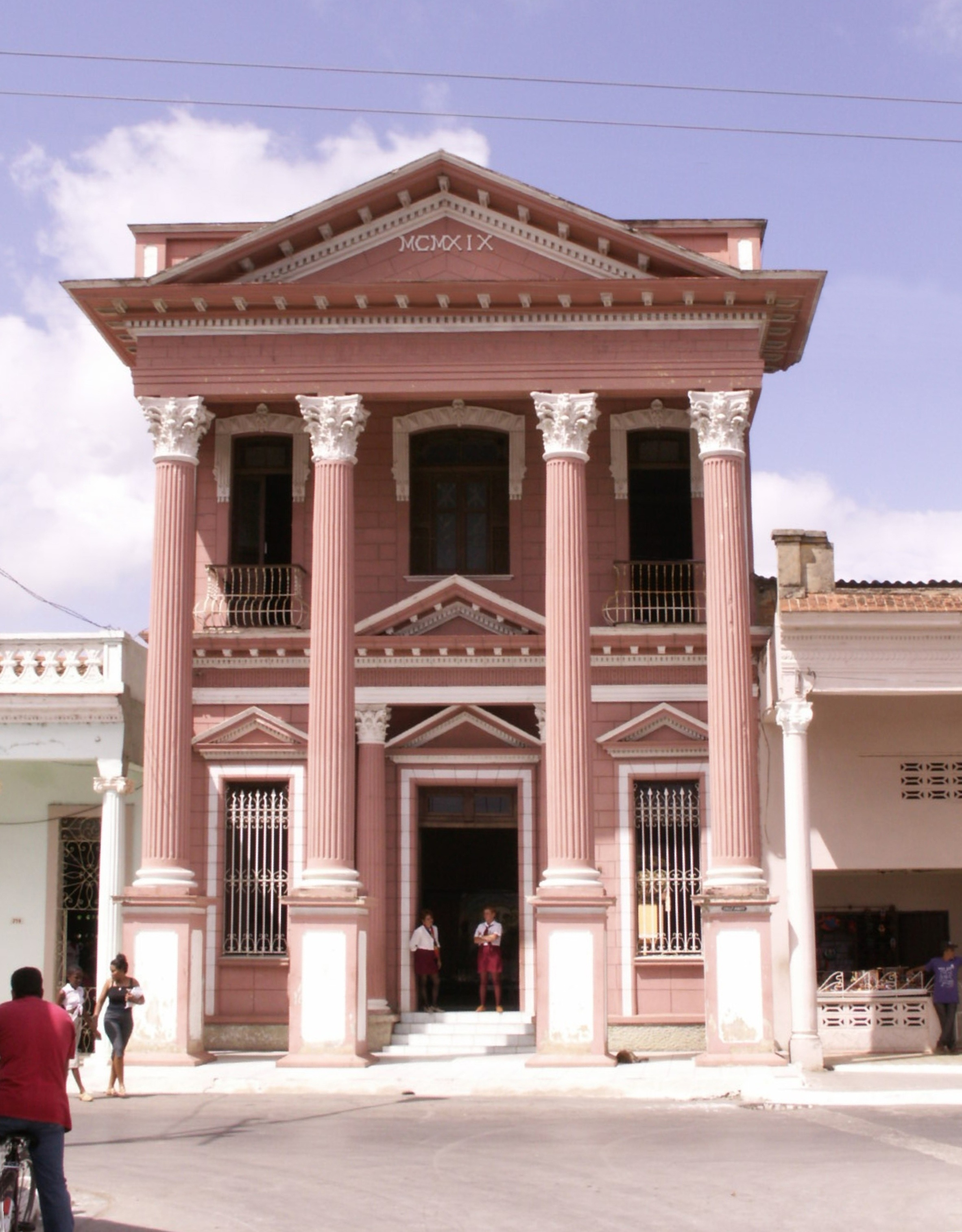
Stadtmuseum Morón

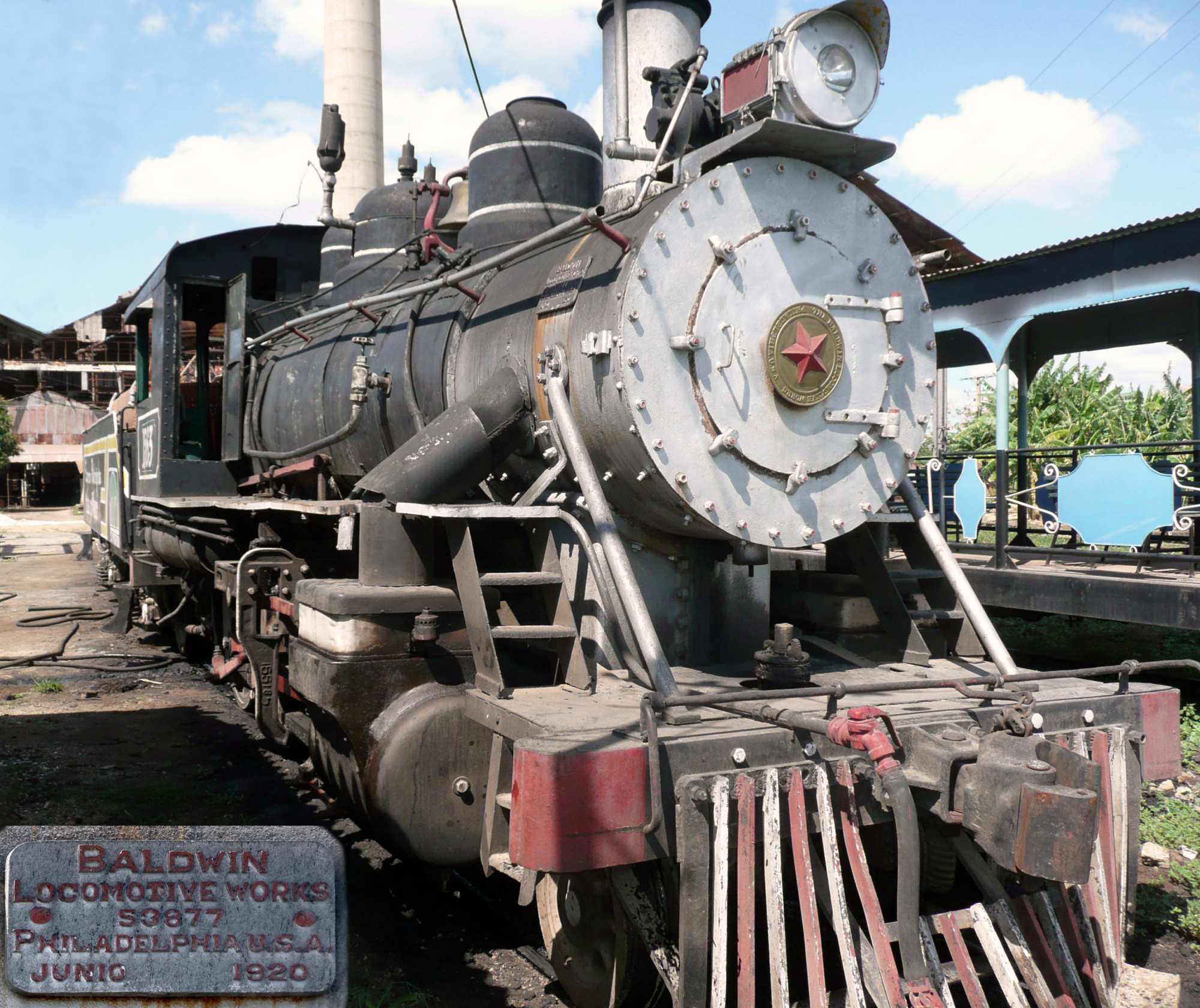
Baldwin Lokomotive 53877 von 1920

Morón wurde dank der nahe gelegenen Seen Laguna de la Leche und La Redonda sehr früh ein bevorzugtes Ziel von Anglern und Jägern. Das Centro Internacional de Caza y Pesca (kurz: La Casona) organisiert Aktivitäten für Sportfischer und Wassersportler. Zunehmend werden auch Bootsexkursionen auf der Redonda mit ökologischem Schwerpunkt angeboten.
Moron ist heute ein beliebtes Ziel für Tagesausflüge von den Touristenzentren auf den Cayos. Seit einiger Zeit erfolgen gezielte Maßnahmen zur Verschönerung des alten Stadtzentrums, z. B. durch Renovierung alter Fassaden entlang der Calle Martí, oder Erweiterung und Begrünung des Parque Martí.
Das Stadtmuseum zeigt Fundstücke indigener Kultur, welche 1947 bei Ausgrabungen gefunden wurden, sowie weitere Exponate aus den Unabhängigkeitskriegen und der Revolutionszeit. Das Gebäude bietet von einer Plattform auf dem Dach außerdem einen weiten Rundumblick.
Etwa 3 km südöstlich von Morón liegt die frühere Zuckerfabrik Patria. Auf dem Gelände der alten Fabrikanlage können auch zwei gut erhaltene Baldwin-Dampfloks von 1920 besichtigt werden. Eine spezielle Rundfahrt auf offenen Eisenbahnwaggons wurde seit 2001 von über 100.000 Touristen gebucht.
Für Eisenbahnfans ist die Bahnstation Norte im Stadtzentrum interessant. Das Gebäude von 1924 ist hervorragend erhalten und nach Havanna das zweitgrößte seiner Art in Kuba. Auf dem weitläufigen Bahngelände hinter der Station lagen die Zentralwerkstätten der damaligen Gesellschaft Ferrocarriles del Norte.

## Persönlichkeiten
Einer der berühmtesten Söhne Morons war der Musiker Pío Leyva (Buena Vista Social Club).